# Dries Coolens
Dries Coolens (Gent, 24 januari 1923 - 4 juni 2021) is een voormalig SS-Oberscharführer binnen de Waffen-SS en oostfronter.

## Biografie
De vader van Dries Coolens, Jan-Baptist, kwam uit Aalst en was een sociaal- en Vlaamsgezind daensist. Na de Eerste Wereldoorlog sloot Jan-Baptist Coolens zich aan bij het Vlaamsche Front dat later opging in het Vlaamsch Nationaal Verbond (VNV) van Staf Declercq. De familie ging vaak naar de IJzerbedevaart.
Dries Coolens volgde moderne humaniora aan het Sint-Amanduscollege te Gent. In januari 1941 trad Coolens toe tot de met de bezetter collaborerende Vrijwillige Arbeidsdienst voor Vlaanderen. Een aantal maanden later, vanaf 21 juni 1941, lanceerde Hitler met Operatie Barbarossa de aanval op de Sovjet-Unie.  Dit betekende het begin van de strijd aan het oostfront. Op 18-jarige leeftijd sloot Coolens zich aan bij het Vlaams Legioen. Op 6 augustus 1941 trok hij - na een oproep van Staf Declercq van het VNV - samen met een 400-tal andere vrijwilligers onder luid applaus van andere Duitsgezinden en nationalisten in defilé door Brussel naar station Brussel-Noord, waar de colonne vertrok richting Polen. Onder meer Reimond Tollenaere was daarbij ook aanwezig.
De eerste ontnuchterende ervaringen kwamen reeds in de Poolse trainingskampen te Orzysz en Dębica. Tegen alle beloften in beschouwden de Duitse officieren de Vlamingen als gewone of minderwaardige soldaten - als zigeuners - en blaften hen alle dagen af. De opleiding voor de Vlamingen was hard met dagen die 18 tot 20 uur konden duren. Aan het front is de relatie tussen de Duitse officieren en de Vlaamse Legioensoldaten beter geworden. In mei 1943 werd het Vlaams Legioen omgevormd tot de 6. SS-Freiwilligen-Sturmbrigade Langemarck en later de 27. SS-Freiwilligen-Grenadier-Division Langemarck. Dries Coolens nam zo goed als ononderbroken deel aan alle veldslagen van het Vlaams Legioen en de Sturmbrigade Langemarck; hij vocht in de Vierde Compagnie als mortierschutter. In de winter van 1942 nam hij deel aan het beleg van Leningrad waarbij honderdduizenden Russen het leven lieten. Het Vlaams Legioen wordt als onderdeel van de 2.SS-Infanterie-Brigade ingezet aan het noordelijke front rond Leningrad waar ongeveer 10% van de legioensoldaten sneuvelt. Aldaar sneuvelde Reimond Tollenaere op 22 januari 1942 door eigen geschut. In het dagorder van de Duitse legerleiding wordt de eenheid twee keer vermeld omwille van zijn inzet aan het front. Ongeveer 2600 Vlamingen waren inmiddels in dienst getreden.
Dries Coolens werd even later gekozen om een opleiding als officier te volgen in Bad Tölz, maar al snel werd bij hem geelzucht vastgesteld, waardoor hij in quarantaine moest en zijn opleiding niet kon verder zetten. Hij werd terug ingezet met het Vlaams Legioen aan het front. Eind 1943 werd de Sturmbrigade Langemarck ingezet bij Jampol, waar ze echter moesten vluchten voor de Russen. Coolens overleefde de vlucht over de rivier de Dnjestr, maar van de Sturmbrigade Langemarck bleven slechts een 400-tal manschappen over van de 2000. De eenheid werd weer aangevuld met nieuwe manschappen en in 1944 hielp Coolens bij de verdediging van Narva (Estland) tegen het oprukkende Rode Leger. Begin mei 1945 werd zijn eenheid ontbonden en is hij in burgerkledij teruggegaan naar België; om gevangenschap te ontkomen deed hij zich voor als arbeider en is hij met de Amerikanen mee naar Keulen gereden. In Keulen is hij op de trein gestapt richting Luik.
In het station van Brussel werd Coolens herkend, aangehouden en in de gevangenis van Sint-Gillis opgesloten, daarna overgebracht naar Gent en uiteindelijk werd hij geplaatst in het kamp van Beverlo bij Leopoldsburg. In gevangenschap werd Dries, net zoals vele andere Oostfronters, regelmatig mishandeld door de bewakers. Het Gentse hof van assisen sprak tweemaal de doodstraf over hem uit, maar deze werd niet uitgevoerd: hij kreeg een keer levenslang en een keer 15 jaar. Hij kwam echter reeds vrij in 1950.

## Na de oorlog
In de jaren vijftig ging Coolens in Duitsland wonen en verkreeg hij de Duitse nationaliteit. Anno 2017 verblijft hij nog steeds in Metzingen, waar hij sinds de dood van zijn vrouw alleen woont. Coolens heeft geen spijt van wat hij gedaan heeft daar hij zelf vindt dat hij enkel soldaat was en niets anders. Of hij de dingen opnieuw zou doen zoals ze geweest zijn is een andere zaak. Van de Jodenvervolging en kampen stelt hij zelf dat hij daarvan niet op de hoogte was tot na de oorlog toen hij in hechtenis zat.
Coolens verwierf bekendheid nadat hij in 2015 op televisie kwam in een reportage van Chris Michel over de laatste Oostfronters. Deze reportage werd zowel uitgezonden op de Belgische VRT in het programma Koppen, als op de Nederlandse televisie in EenVandaag. Hij geeft regelmatig interviews op sociale media en verschijnt ook regelmatig in artikelen en nieuwsbrieven. Zelf heeft hij een boek geschreven, Oostfronter over zijn tijd als soldaat bij de Waffen-SS.

## Decoraties
- IJzeren Kruis 1939, 1e Klasse en 2e Klasse
- Sonderabzeichen für das Niederkämpfen von Panzerkampfwagen durch Einzelkämpfer in zilver
- Gewondeninsigne 1939 in zwart en zilver
- Nahkampfspange in brons
- Medaille Winterschlacht im Osten 1941/42
- Storminsigne van de Infanterie